# Стоун Парк (Илиноис)
Стоун Парк (енгл. Stone Park) град је у америчкој савезној држави Илиноис.

## Демографија
По попису из 2010. године број становника је 4.946, што је 181 (-3,5%) становника мање него 2000. године.
| Група             | 2000.         | 2010.         |
| Белци             | 829 (16,2%)   | 377 (7,6%)    |
| Афроамериканци    | 93 (1,8%)     | 98 (2,0%)     |
| Азијати           | 104 (2,0%)    | 105 (2,1%)    |
| Хиспаноамериканци | 4.057 (79,1%) | 4.359 (88,1%) |
| Укупно            | 5.127         | 4.946         |